# Pycnocoma subflava
Pycnocoma subflava är en törelväxtart som beskrevs av J.Leonard. Pycnocoma subflava ingår i släktet Pycnocoma och familjen törelväxter. Inga underarter finns listade i Catalogue of Life.